# Trioza stygma
Trioza stygma är en insektsart som beskrevs av Leonard D. Tuthill 1939. Trioza stygma ingår i släktet Trioza och familjen spetsbladloppor. Inga underarter finns listade i Catalogue of Life.